# Ка-37
Ка-37 «Агромастер» — российский беспилотный летательный аппарат (беспилотный вертолёт), предназначенный для опрыскивания полей, аэрофотосъемки, трансляции и ретрансляции теле- и радиосигналов, проведения экологических экспериментов, доставки медикаментов, продуктов и почты при оказании экстренной помощи в процессе ликвидации аварий и катастроф в труднодоступных и опасных для человека местах.

## История
В 1991—1993 гг. фирма «Камов» при финансовой поддержке южнокорейской фирмы DHI построила и провела лётные испытания на привязи экспериментального беспилотного вертолёта Ка-37, первый полёт которого состоялся 2 марта 1993 года. 
Беспилотный вертолёт имеет модульную конструкцию и может использовать сменные комплекты оборудования для выполнения различных задач: аэрофотоаппаратуру, контейнеры для различных грузов, датчики излучений, оборудование для ретрансляции и трансляции телевизионных и радиосигналов, и другую аппаратуру. Он способен выполнять автоматический полёт по программе и обладает высокой маневренностью и транспортировочной мобильностью. Силовая установка БПЛА состоит из двух поршневых двигателей П-037 (2х24,6 кВт) и редуктора, объединённых в силовой блок.
Несущая система вертолёта выполнена по соосной схеме, что позволило создать компактный, c минимальными габаритами аппарат, обладающий хорошими маневренными качествами и достаточной весовой отдачей. 
На вертолёте установлена система автоматического управления, обеспечивающая полёт по заданной траектории с ограниченным вмешательством оператора. Оператор при необходимости имеет возможность вмешаться в управление вертолётом, подавая соответствующие радиокоманды с наземного пульта дистанционного управления. 
Наземный пульт оборудован органами управления, системой отображения информации, автономным источником электроснабжения.
Расчёт — 2 человека. Вертолёт и пульт управления перевозятся совместно в специальном контейнере на автомобиле.
В 1996 году была выпущена модификация Ка-37С, которая имела улучшенную силовую установку - один двигатель Hirth 2706 мощностью 46 кВт (63 л. с.). В нижней части крепится телевизионная обзорная камера, так же установлена система связи со спутниковой навигацией.

## Тактико-технические характеристики
Источник данных: "Беспилотные летательные аппараты", "Взлет по вертикали", Уголок неба, Авиару.рф

Технические характеристики
- Длина: 2,88 м
- Диаметр несущего винта: 4,80 м
- Высота: 1,64 м
Ширина: 1,34 м
- Площадь, ометаемая несущим винтом: 8,190 м²
- Максимальная взлётная масса: 250 кг
- Масса топлива во внутренних баках: 10,4 кг (13 л)
- Силовая установка: 2 × ПД П-037 (Ка-37), 1 × ПД Hirth 2706 (Ка-37С)
- Мощность двигателей: 2 × 24,6 кВт (33 л. с.) - Ка-37, 1 × 46 кВт (63 л. с.) - Ка-37С

Лётные характеристики
- Максимальная скорость:  145 км/ч
- Крейсерская скорость: 110 км/ч
- Практическая дальность: 530 км
- Практический потолок: 3800 м
- Динамический потолок: 2500 м